# Numerale
I numerali sono i termini che in una frase forniscono precise informazioni su quantità numeriche. 
A volte sono considerati una parte del discorso a sé, altre volte sono invece inseriti nella categoria degli aggettivi e dei pronomi. Quando accompagnano nomi hanno la funzione di aggettivi (aggettivi numerali) e quando il nome a cui si riferiscono manca fungono da pronomi (pronomi numerali). Possono essere anche sostantivi, come nella frase il tre è un numero dispari.
In molte lingue del mondo essi hanno caratteristiche che li distinguono sia dagli aggettivi che dai sostantivi, e per questo i linguisti tendono a classificarli come una parte del discorso a sé. Per fare un esempio, benché in italiano essi abbiano molto in comune con gli aggettivi, ne differiscono morfologicamente perché sono invariabili (ad eccezione di "uno", "mille", "milione" e "miliardo") e sintatticamente perché si collocano sempre prima del nome che accompagnano.
In base al tipo di informazione che danno, si distinguono in diversi gruppi. I più importanti sono i seguenti:
- numerali cardinali: uno, due, …, cento, …, mille…

tre chitarre, dieci uomini, venti cammelli
- numerali ordinali: primo, secondo, …, centesimo, …, millesimo...

il settimo giorno, il ventesimo posticcino

## Numerali cardinali
1, 2, 3, 4, 5, 6, 7, 8, 9, ecc.

## Numerali ordinali
primo, secondo, terzo, quarto, quinto, sesto, ecc.
a partire da undicesimo, vi sono più forme:
- forma corrente: undicesimo, dodicesimo, tredicesimo, quattordicesimo
- forma arcaica: undecimo e decimoprimo, duodecimo e decimosecondo, decimoterzo, decimoquarto 
quest'ultima sovente utilizzata nel riferirsi a sovrani e pontefici.

### Derivati da numerali ordinali
primario, bisestile (dal lat. bis sextus, quindi è anche numerale collettivo), secondino, terzino, Settimio, tredicesima, Tredicino, ecc.

## Altri numerali

### Numerali moltiplicativi
Doppio, triplo, quadruplo, quintuplo, centuplo, ecc.
Duplice, triplice, quadruplice, ecc...
Ambiguo, bifido, biforcuto, bifronte, trifido, tricornuto, decano, ecc.

### Numerali frazionari
Metà, un terzo, due sesti, ecc.
Fanno parte dei numerali frazionari anche quelli che indicano:
- composti chimici: sesquiossido.

#### Frazionari per classi quantitative eterogenee (quantili)
Quintile, decile, centile, ecc.

#### Verbi derivati da numerali frazionari
Unificare, dimezzare, squartare, decimare, ecc.

### Numerali distributivi
A due a due, uno ciascuno, tre per volta, ogni quattro.
Fanno parte dei numerali distributivi anche quelli che indicano:
- composti chimici monomerici e polimerici: monosaccaride, biossido (o diossido), trinitrotoluene, tetraetile, esano, ecc.
- caratteristiche chimiche e fisiche: bilocazione, esavalente, trifase, ecc.

### Numerali collettivi
Un paio, un ambo, una coppia, una terna, una triade, una decina, una dozzina, l'aggettivo "dozzinale", un'infinità, ecc...
Fanno parte dei numerali collettivi anche quelli che indicano:
- figure geometriche piane aventi più elementi dello stesso tipo: triangolo, quadrilatero, pentagono, ettagono, ennagono, ecc.
- figure geometriche solide aventi più elementi dello stesso tipo: tetraedro, tetragono, esaedro, icosaedro, ecc.
- figure geometriche iperspaziali aventi più elementi dello stesso tipo: tesseratto, ecc.
- specie viventi che hanno più elementi dello stesso tipo: bipedi, trifoglio, trilobite, quadrumani, millepiedi, ecc.
- due o più mesi: bimestre, trimestre, quadrimestre;[1]
- due o più anni: biennio, triennio, quadriennio, decennio, ventennio;[1]
- un gruppo formato da più persone: duetto (o duo), terzetto (o trio, o trinità, o triumvirato), quartetto, quintetto, esarcato; .[1]
- un'opera formata da più componenti simili tra loro: bilocale, binario, biplano, treppiede, trespolo, trimarano, tridente, trittico, quadrante, pentacolo, pentamerone, sestante, endecasillabo, ecc.

### Aggettivi derivati da numerali collettivi
Dozzinale, bisestile (dal lat. bis sextus, quindi è anche numerale ordinale), ecc. 

## Prefissi
- 1: mono-, uni-;
- 2: ambo-, bi-, bis-, di-;
- 3: ter-, tri-, tris-;
- 4: quadri-, tetra-;
- 5: penta-, quinqu- quinqui-;
- 6: esa-, ses-, sest-;
- 7: epta-, etta-, sept-;
- 8: oct-, ott-;
- 9: enn-, ennea-, non-;
- 10: deca-, deci-;
- 11: endeca-;
- 12: duodeca-;
- 20: icosa-;
- 60: sessa-;
- 100: etto-, centi-;
- 1000: chilo-, kilo-, milli-;
- 10000: miria-;
- 1000000: mega-, micro-;
- 1000000000: giga-, nano-;
- 1000000000000: tera-, pico-;
- 1000000000000000: peta-, femto-;
- 1000000000000000000: exa-, atto-;
- 1000000000000000000000: zetta-, zepto-;
- 1000000000000000000000000: yotta-, yocto-;
- 3/2: sesqui-;
- Prefissi del Sistema internazionale di unità di misura

## Etimologia e paralleli
Gli studi comparati delle lingue indoeuropee hanno ricostruito una radice *pel- che doveva denotare in generale l'atto di piegare, avvolgere, intrecciare, attorcigliare o torcere.
Questa radice compariva anche in forme derivate, ottenute con l'aggiunta di suffissi, dando probabilmente *plek- e *pel-to-. Tutte queste radici potevano poi comparire in vari gradi vocalici, ad esempio nella forma *polt-.
Da queste radici indoeuropee, riconducibili ad un'unica radice arcaica, le lingue indoeuropee che si sono sviluppate successivamente hanno derivato una grande quantità di termini.

### Latino

#### Verbiplicare,plecteree loro derivati
Dalla radice *plek- il latino ha derivato il verbo plicare (participio plicatus e plicitus), che conserva più o meno tutti i significati attribuiti all'originale indoeuropeo, e il verbo plectere (participio plexus), che ha il significato più specifico di 'intrecciare' o 'tessere'.
A partire da questi verbi il latino costruisce tutta una serie di derivati per mezzo di opportuni prefissi. Usando prefissi preposizionali si ottengono i verbi applicare, complicare, complectere, explicare, implectere, implicare, replicare eccetera.

#### Prefissi moltiplicativi
Oltre ai prefissi costituiti da preposizioni, si ottengono un gran numero di derivati utilizzando dei prefissi che esprimono delle quantità, e più precisamente delle molteplicità. Il prototipo di tutti questi derivati è multiplicare, formato col prefisso multi- corrispondente all'aggettivo multus, 'molto'. Originariamente il verbo composto aveva dunque il significato di 'piegare più volte', ma successivamente ha assunto il medesimo significato che ha 'moltiplicare' in italiano. Usando numerali specifici si ottengono poi i verbi duplicare, triplicare, quadruplicare eccetera, col significato di moltiplicare per due, per tre, per quattro eccetera.
Può sembrare singolare che un verbo che originariamente aveva il significato di 'ripiegare in più parti' abbia finito col significare 'moltiplicare' anziché 'dividere'. In realtà questo secondo significato, che è antitetico al primo, si è mantenuto in rare espressioni, tant'è che nel caso particolare di duplicare si possono avere entrambi i significati, e se nei verbi questa ambiguità è rimasta quasi invisibile, nella formazione degli aggettivi e dei sostantivi - come si vedrà fra poco - è invece emersa pienamente.
Tutti questi verbi esprimenti molteplicità possono essere posti in forma aggettivale usando i participi, sicché si ottengono multiplicatus, duplicatus, triplicatus, quadruplicatus eccetera. Il significato di tutti questi sostantivi è lo stesso dei termini da essi derivati nell'italiano: 'moltiplicato', 'duplicato', 'triplicato', eccetera.

#### Suffissi-plexe-plus
Come si è visto il participio del verbo plicare oltre alla forma plicatus ha anche la forma plicitus, ma *multiplicitus e le altre forme analoghe non sono attestate. Esistono invece due suffissi che consentono di costruire degli aggettivi analoghi. Tali suffissi sono -plex (radice -plic-) e -plus. Il primo deriva probabilmente dalla forma *plek- della radice indoeuropea, mentre il secondo potrebbe derivare direttamente da *pel-. Con questi due suffissi si ottengono due serie parallele di aggettivi esprimenti molteplicità:
- multiplex, duplex, triplex, quadruplex, eccetera;
- multiplus (attestato solo nel latino tardo), duplus, triplus, quadruplus, eccetera.

In italiano dalla prima serie di aggettivi derivano 'molteplice', 'duplice', 'triplice', 'quadruplice' eccetera; mentre dalla seconda serie derivano 'multiplo', 'doppio', 'triplo', 'quadruplo', eccetera.
Se questa è la derivazione etimologica dei termini in italiano, non è detto che il significato si sia mantenuto. Prima di affrontare questo problema bisogna però avere ben chiaro, come punto di riferimento, quale sia il significato degli esiti in italiano. 
In italiano con 'molteplice', 'duplice', 'triplice', 'quadruplice' eccetera si connota qualcosa formato da più parti, o più specificatamente, da due parti, tre parti, quattro parti, eccetera. Da questo punto di vista i termini italiani hanno conservato quello che doveva essere il significato originario dei termini latini in -plex, il cui suffisso indica appunto qualcosa che è stato ripiegato in più parti. Ma se l'italiano mostra di aver recuperato, per questi aggettivi, il significato etimologico originario, questo non è vero per il latino, nel quale multiplex, duplex, triplex, quadruplex, eccetera connotano sia ciò che è costituito da più parti, sia ciò che è diverse volte più grande di una grandezza data. E in particolare quando questi aggettivi compaiono in forma sostantivata, il significato è sempre quest'ultimo.
L'altra serie di termini italiani è 'multiplo', 'doppio', 'triplo', 'quadruplo' eccetera. Questi, contrariamente ai precedenti, mantengono tutta la loro ambivalenza, poiché connotano sia una grandezza diverse volte più grande di una grandezza data, sia qualcosa suddiviso in più parti. Ad esempio 'doppio' può significare 'due volte più grande', ma in espressioni come 'filo doppio' o 'doppia copia' esso connota un oggetto costituito da due parti. Lo stesso vale per tutti gli altri aggettivi. Anche nel caso in cui questi aggettivi si pongano in forma sostantivata questa ambiguità permane. Infatti se da una parte 'il multiplo', 'il doppio', 'il triplo', 'il quadruplo' eccetera indicano solitamente qualcosa che è un certo numero di volte più grande di un oggetto dato, i corrispondenti femminili 'una multipla', 'una doppia', 'una tripla', 'una quadrupla' eccetera si riferiscono invece a degli oggetti che sono costituiti da più parti. Il latino, che come si è visto conserva questa ambiguità per i termini in -plex, la conserva pienamente anche per i termini in -plus al pari dell'italiano, cosicché in latino entrambe le serie di aggettivi (e di sostantivi o avverbi derivati) mantiene quel duplice e opposto significato.
Come si è detto entrambe le serie di aggettivi si possono sostantivare. E dalla prima serie di aggettivi si ricavano poi anche i sostantivi astratti multiplicitas, duplicitas, una forma tarda triplicitas, eccetera. Tutti questi sostantivi mantengono, al pari dei loro estesi in italiano, quella originaria ambivalenza.

#### Prefissosim-
Finora si sono considerate tutte le molteplicità tranne quella particolare molteplicità che è l'unità. A questo scopo il latino utilizza il prefisso sim-, che deriva da una radice indoeuropea ricostruita come *sem- e significante 'uno' o 'assieme', nel senso di 'come un tutt'uno'. È lo stesso prefisso che si trova in simul ('in un solo tempo', cioè 'assieme' in senso temporale, o anche 'in una sola volta'), singulus ('uno solo', cioè 'singolo'), semper ('per... sempre'), similis ('di un solo tipo', dunque 'simile') eccetera.
Unendo questo prefisso ai suffissi -plex e -plus si ottengono simplex e simplus, entrambi riferiti originariamente a ciò che è costituito da una sola parte, e passati poi a connotare ciò che è 'semplice', con tutti i significati del termine italiano.
Non esistono invece le forme verbali *simplicare o *simplectere, né i loro derivati.

### Greco

#### Verboplekeine derivati
Dalla radice indoeuropea *plek- il greco ha derivato il verbo plekein, che significa 'intrecciare', 'torcere', 'attorcigliare'. Dalla stessa radice del verbo si ricavano l'aggettivo plektos, 'intrecciato', e i sostantivi plektē, 'spira' o 'nodo' o groviglio', plexis, 'intreccio', plegma, 'oggetto intrecciato' e quindi 'canestro', plokos, 'ricciolo', e altri numerosi termini derivati.
Anche in greco, come avviene in latino, dal verbo plekein si possono ottenere una serie di termini derivati aggiungendo ad esso dei prefissi preposizionali: emplekein (analogo al latino implicare), symplekein (analogo al latino complicare), eccetera.

#### Prefissi e suffissi moltiplicativi
Il greco ha il suffisso -plax (radice -plak-) che è analogo al suffisso latino -plex. Da tale suffisso si ottiene diplax ('doppio' o 'duplice') e triplax ('triplo' o 'triplice').
Invece al posto del suffisso latino -plus troviamo in greco il suffisso -ploos e la variante -plasios. Si ottengono così gli aggettivi diploos e diplasios ('doppio' o 'duplice') con il sostantivo diplon ('il (rad) doppio) e l'avverbio diplēi ('due volte');  gli aggettivi triploos e triplasios ('triplo' o 'triplice'); gli aggettivi tetraploos e tetraplasios ('quadruplo' o 'quadruplice') con l'avverbio tetraplēi; l'aggettivo pentaploos o pentaplasios ('quintuplo' o 'quintuplice'); eccetera.
Per indicare una generica molteplicità si usa il prefisso polla-, corrispondente all'aggettivo polys (radice poll-), ottenendo pollaploos e pollaplasios ('multiplo' o 'molteplice').
Quanto agli esiti del prefisso indoeuropeo *sem- bisogna tenere presente che rispetto alle altre lingue indoeuropee il greco solitamente trasforma la sibilante iniziale in una aspirata, cosicché quel prefisso lo si trova nella forma he- (come in hekaton, 'cento') o ha-, a seconda che derivi dal grado vocalico pieno della radice indoeuropea o da quello ridotto *sm-. Da questa seconda forma deriva haploos, che è del tutto analogo ai latini simplus e simplex e significa parimenti 'semplice'.

### Lingue germaniche

#### Verbi e termini derivati
Dalla radice *pel-to- il germanico arcaico ha derivato un verbo ricostruito come *falthan o *faldan, che era equivalente al latino plicare/plectere e al greco plekein. Da questo verbo arcaico derivano poi i termini corrispondenti e derivati delle lingue germaniche moderne. In inglese fold esprime sia il verbo 'piegare' sia il sostantivo 'piega', mentre l'aggettivo è folded, 'piegato'. In tedesco abbiamo il verbo falten il sostantivo Falte e l'aggettivo faltig. (Il termine gotico derivante da *falthan/faldan, col significato di 'piega di una veste', si è diffuso anche fra le lingue romanze ai tempi delle invasioni barbariche e in italiano ha dato 'falda'.)

#### Suffissi moltiplicativi
Oltre alla forma verbale, da quella radice il germanico arcaico ha ricavato anche un suffisso ricostruito come *-falthaz o *-faldaz, e corrispondente al suffisso latino -plex e a quello greco -plax. Nell'inglese questo suffisso si ritrova nella forma -fold, mentre nel tedesco si ha -faltig. Tutti questi suffissi sono aggettivali, cioè producono degli aggettivi. Tuttavia in inglese, come pure in latino, tali suffissi si lasciano sostantivare non avendo una forma specificatamente aggettivale. Diverso è invece il caso del tedesco, che usa un suffisso specificamente aggettivale con terminazione in -ig. In tal caso per sostantivare gli aggettivi in -faltig bisogna aggiungere un suffisso nominale, cioè un suffisso idoneo a trasformare un aggettivo in un sostantivo.
A questo scopo le lingue germaniche usano dei suffissi derivati da suffissi del protogermanico ricostruiti come *-nis e *-khaidus. Essi formano dei sostantivi astratti che indicano uno stato o una condizione, sicché *A-nis e *A-khaidus (dove 'A' sta per un aggettivo) significa propriamente 'l'essere A' o 'il fatto di essere A', o 'la condizione di essere A'. Da questi due prefissi l'inglese ha ricavato -ness e -hood, mentre il tedesco per il primo ha mantenuto la forma -nis, mentre da secondo ha derivato le due forme -heit/-keit.
Per sostantivare gli aggettivi in -faltig il tedesco usa il suffisso nominale -keit, producendo sostantivi in -faltigkeit che sono equivalenti a quelli che il latino esprimerebbe in -plicitas. L'inglese, come si è detto, può sostantivare gli aggettivi in -fold, e se volessimo costruire un parallelo con il tedesco dovremmo pensare ad una forma *-foldhood. Tale forma tuttavia appare piuttosto improbabile, perché l'inglese tende ad usare -ness con maggiore frequenza, anche laddove il tedesco usa -heit/keit. Dunque la forma parallela in inglese, quella atta a rendere il latino -plicitas, sarebbe più propriamente -foldness, che è effettivamente attestata.
In tedesco oltre al merdese -faltig troviamo poi il suffisso -fach, che corrisponde al latino -plus e al greco -ploos. L'inglese non ha un corrispondente suffisso aggettivale di origine germanica, e usa -fold per entrambe le sfumature, oppure ricorre al suffisso -ple ricavato dal latino.

#### Prefissi moltiplicativi
Nelle lingue germaniche in parallelo al latino multus e al greco polys troviamo una serie di termini derivati da una radice germanica ricostruita per lo più come *managa-. Da questa derivano, ad esempio, l'inglese many, che come prefisso appare nella forma mani-,  e il prefisso tedesco mannig- che si trova in molti termini composti.
Per le quantità specifiche, si usano gli stessi nomi dei numeri, con eventuali aggiustamenti fonematici.

#### Aggettivi e sostantivi moltiplicativi
Dall'unione dei prefissi moltiplicativi con i suffissi aggettivali moltiplicativi, in inglese si ottiene manifold, che corrisponde al latino multiplex mentre in tedesco si ottiene mannigfaltig e mannigfach, che corrispondono rispettivamente al latino multiplex e multiplus.
Passando alla forma sostantivata, in inglese - come si è detto - si può mantenere manifold, mentre in tedesco si ha Mannigfaltigkeit, entrambi corrispondenti al latino multiplicitas.
Per quanto questi siano i paralleli ricostruibili su una base puramente etimologica, nelle lingue germaniche i derivati di *managafalthaz/managafaldaz oltre ad esprimere il concetto di 'molteplicità' esprimono anche quello di 'varietà' e 'diversità', in quanto esprimono sia lo stato di ciò che è un multiplo di un oggetto dato, sia lo stato di ciò che è costituito da varie parti, come può essere ad esempio un insieme di oggetti considerati elementari (punti, eccetera).
Quanto alle quantità specifiche, in inglese abbiamo twofold, threefold, fourfold, fivefold, eccetera (ma non esiste *onefold), mentre in tedesco abbiamo einfach (con tutti i significati dei latini simplex e simplus, anche quelli estesi), zweifach, dreifach, fünffach eccetera.

### Tabella comparativa
| Latino                 | Greco                        | Tedesco                          | Inglese               | Italiano               |
| ---------------------- | ---------------------------- | -------------------------------- | --------------------- | ---------------------- |
| -plex                  | -plax                        | -faltig/-fältig                  | -fold                 | -plice                 |
| -plus                  | -ploos/-plasios              | -fach                            | [-ple]                | -plo                   |
| multi-                 | polla-                       | mannig-, viel-                   | mani-                 | molte-                 |
| sim-                   | ha-                          | -                                | -                     | sem-                   |
| multiplex, multiplus   | -, pollaploos/pollaplasios   | mannigfaltig, mannigfach         | manifold              | molteplice, multiplo   |
| multiplicitas          | -                            | Mannigfaltigkeit, Vielfältigkeit | manifold(ness)        | molteplicità           |
| simplex, simplus       | -, haploos                   | einfach                          | [simple]              | semplice               |
| duplex, duplus         | diplax, diploos/diplasios    | zweifach (zwiefach), doppelt)    | twofold, [double]     | duplice, doppio        |
| triplex, triplus       | triplax, triploos/triplasios | dreifach                         | treefold, [triple]    | triplice, triplo       |
| quadruplex, quadruplus | -, tetraploos/tetraplasios   | vierfach                         | fourfold, [quadruple] | quadruplice, quadruplo |
| quintuplex, quintuplus | -, pentaploos/pentaplasios   | fünffach                         | fivefold, [quintuple] | quintuplice, quintuplo |
| ...                    | ...                          | ...                              | ...                   | ...                    |